# Kolwiny
Kolwiny (deutsch Kolbiehnen) ist ein Dorf in der polnischen Woiwodschaft Ermland-Masuren. Es gehört zur Gmina Barciany (Landgemeinde Barten) im Powiat Kętrzyński (Kreis Rastenburg).

## Geographische Lage
Die Siedlung (polnisch Osada) Kolwiny liegt am Bach Ruhne (polnisch Runia) in der nördlichen Mitte der Woiwodschaft Ermland-Masuren, 19 Kilometer nordwestlich der Kreisstadt Kętrzyn (deutsch Rastenburg).

## Geschichte
Der um 1785 Colbjehnen und nach 1871 Colbiehnen genannte Ort war ein großes Vorwerk und gehörte vor 1945 zu Dönhofstädt (polnisch Drogosze) im Kreis Rastenburg. Im Jahre 1820 zählte Kolbiehnen 110 Einwohner, 1885 waren es bereits 163 und 1905 noch 152.
1945 kam der Ort in Kriegsfolge mit dem gesamten südlichen Ostpreußen zu Polen und erhielt die polnische Namensform „Kolwiny“. Heute gehört die Siedlung zum Verbund der Landgemeinde Barciany (Barten) im Powiat Kętrzyński (Kreis Rastenburg), bis 1998 der Woiwodschaft Olsztyn, seither der Woiwodschaft Ermland-Masuren zugehörig.

## Kirche
Bis 1945 war Kolbiehnen in den Sprengel der evangelischen Kirche Groß Wolfsdorf in der Kirchenprovinz Ostpreußen der Kirche der Altpreußischen Union sowie in die katholische Kirche Korschen im damaligen Bistum Ermland eingepfarrt.
Heute gehört Kolwiny katholischerseits zur Pfarrei Drogosze im jetzigen Erzbistum Ermland, außerdem evangelischerseits zur Kirchengemeinde in  Barciany, einer Filialgemeinde der Johanneskirche in Kętrzyn in der Diözese Masuren der Evangelisch-Augsburgischen Kirche in Polen.

## Verkehr
Nach Kolwiny führt  von Drogosze (Dönhofstädt) aus eine Nebenstraße. Bis in die 1990er Jahre hinein war Drogosze auch die nächste Bahnstation an der Bahnstrecke Toruń–Tschernjachowsk, die aber dann ab Korsze eingestellt wurde und seit 2004 gänzlich aufgehoben ist.